# Monte Hasan
El monte Hasan (en turco: Hasan Dağı) es un volcán inactivo que se encuentra entre las provincias de Niğde y Aksaray, en Turquía. Con una altitud de 3253 m, es la segunda montaña más alta de Anatolia central. Alrededor del año 7500 a. C., se formó una caldera de entre 4 y 5 kilómetros cerca de la actual cima, erupción que quedó grabada en pinturas neolíticas de la zona.
Los habitantes del antiguo asentamiento de Çatalhöyük recogían obsidiana de los alrededores del monte Hasan, que luego vendían a otros asentamientos por bienes de lujo. Se han encontrado espejos y escamas de obsidiana en la zona. La importancia del monte Hasan Dağ para la gente de Çatalhöyük se demuestra en un mural en el que aparece el monte elevándose sobre las casas del asentamiento.
Se necesitan alrededor de seis horas a pie para alcanzar la cima de la montaña, ya que no es posible acceder en automóvil. Desde la cima, se puede contemplar la meseta de Anatolia central, incluida Capadocia.